# Ribadeo
Ribadeo este o Municipalitate galiciană, în Spania, cu o populațíe de 10.000 de locuitori  (ribadenii; galiciană
și spaniolă: ribadenses) și un oraș reședința municipiului cu 6.580 de locuitori, situat în extremul nord-est al provinciei Lugo și al Comunității Autonome Galicia, la limita cu Principatul Asturia. Este și capitala a Comarcei Marina de Est ( galiciană: A Mariña Oriental). Ribadeo este un loc de popas pentru pelerini de pe Drumul lui Iacob (în galiciană Camiño de Santiago).

## Geografie

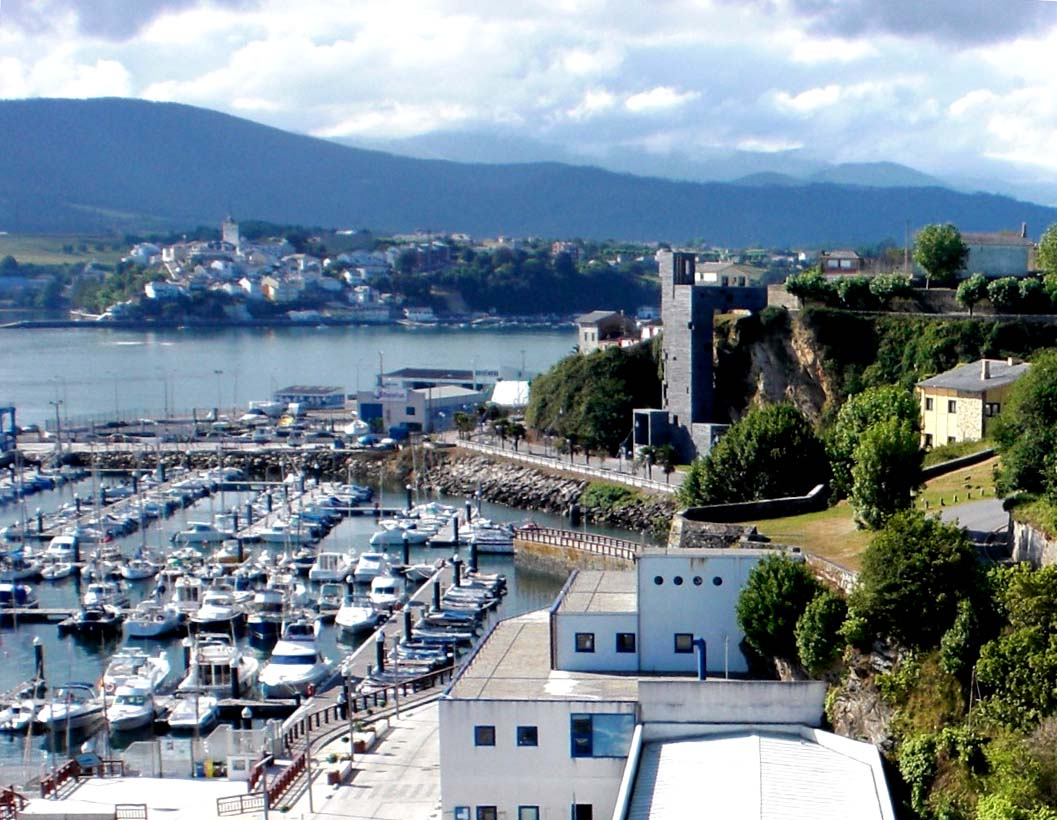
Portul Sportiv. în centrul se află Liftul Panoramic

Amplasarea Galiciei în Spania

Municipalitatea are aproximativ forma unui pătrat de 10x10 km., și învecinează la nord cu Marea Cantabrică, la
est cu Ria de Ribadeo (opus se află municipiul asturian de Castropol), la vest cu Municipiul Barreiros și la sud cu Trabada.
Ribadeo are și un alt nucleu urban, localitatea Rinlo, și mai multe sate (Parroquias).
Punctul cel mai înalt din teritoriul se află în satul Cubelas (Vârful Mondigo, cu 571m.).
În jumatatea a coastei sale de vest există mai multe plaje, mici și  cu stânci, printre care sunt Praia de As Catedrais
(Plaja Catedralelor), original numită Augas Bravas, un loc de mare afluență turistică care își datorează numele
actual după formele sculpate de eroziune marină de pe faleze. De asemenea, în nordul teritoriului se află Illa
Pancha (Insula Pancha), care găzduiește un far de navigație maritimă.

## Istorie
Prima așezare umană a fost stabilită pe docuri de Porcillan și Cabanelas, la malul Riei de Ribadeo și
ulterior a crescut spre sus. Orașul de azi se află pe un deal de aproximativ 30 m deasupra nivelului mării.
Există vestigii importante ai celții autohtoni. printre ei se află cea mai importantă comoara: Diadema de Ribadeo,
sculpata en aur și plină de basoreliefi. Înca se discută al cărui grup etnic celt aparțină, dacă au fost a Eosilor sau au fost a Cibarcilor.
Oricum, desigur ca ei au avut contacte cu romanii, deși pe aici nu se au găsit urme de vestigii arheologice ale romanilor.
Ribadeo a fost, împreună cu Viveiro și Mondoñedo, localitatea cea mai importantă din fostă Provincie Mondoñedo.
A fost acordat de Regele Ferdinand al III-lea Cartă de Oraș care îi dădeau privilegii precum dreptul de a convoca
o Piață săptămânală, care mai există. A trecut  ca o proprietate a Coroanei spre proprietate a Domnitorului francez
Pierre de Villeines, după dorința generosului Enrique de Trastámara, ca plată pentru servicile lui. După aia și
diferite evenimente, Condado (Județul) Ribadeo a fost definitiv proprietate a lui Casa de Alba.
Perioada de glorie a orașului a coincis cu cea de portului, fiind cap de comerț al Mării Cantabrice cu Marea Baltică, mai ales cu portul orașului Riga, de unde a fost importat exclusiv țuica. Declinul său a început cu 
concurența din alte porturi, cum ar fi Gijón, la mijlocul secolului al XIX-lea.
Dintre clădirile ale orașului, simbolul este cea "Torre de los Moreno" 
(Turnul celor Moreno). Este o clădire eclectică cu fațadă modernistă, construită in 1905. 
Ribadeo are și mai multe capele și Biserica Parohială dedicată  Maicii Domnului  Santa Maria do Campo.
În 2010 a fost deschis, lânga capela A Atalaia, un lift panoramic care merge de la Portul Sportiv până în centrul vechi al orașului.

## Economie

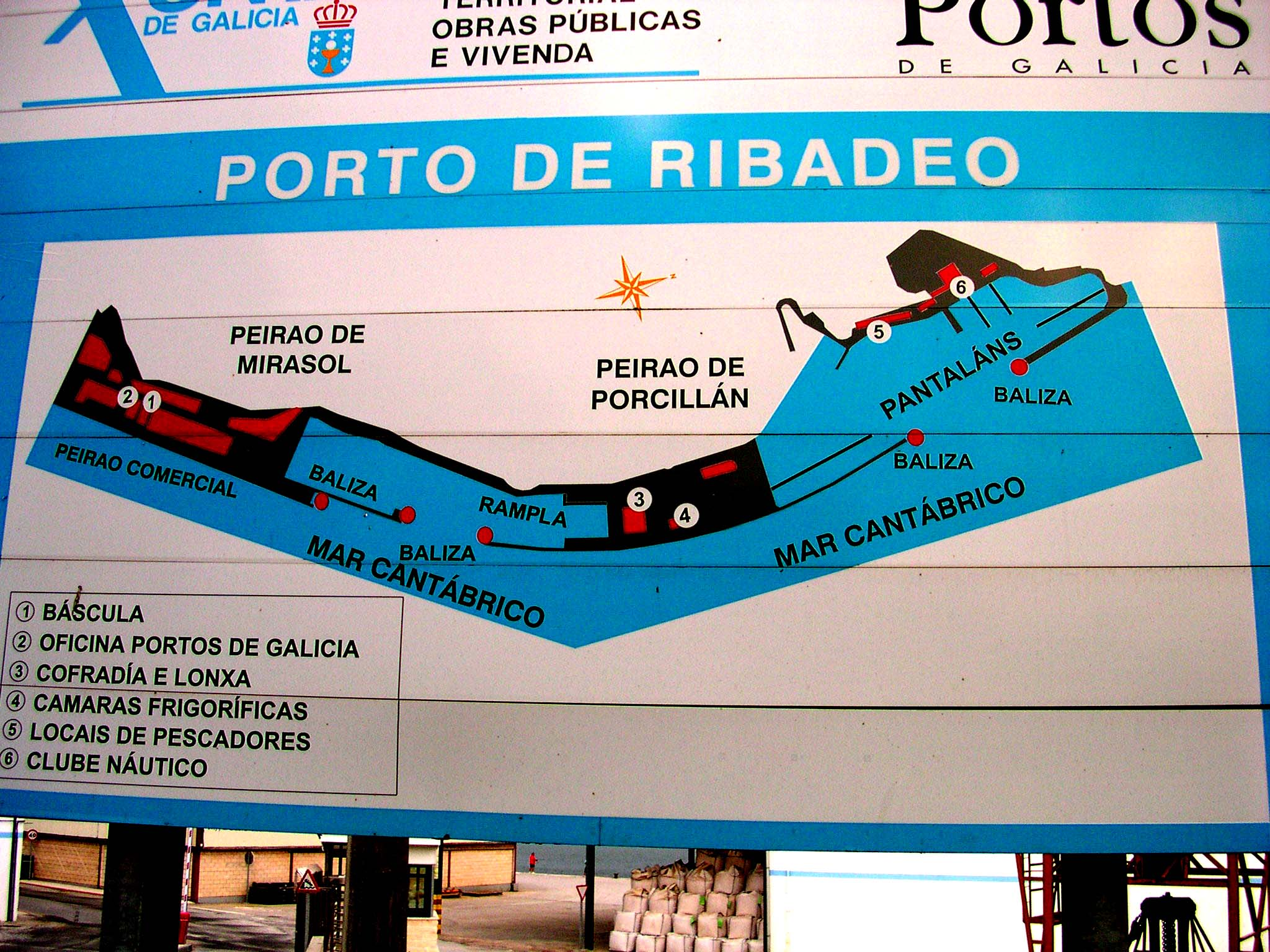
Portul Comercial

Sectoarele economice cele mai importante sunt comerțul și afacerile hoteliere. Din cauză poziției geografice, Ribadeo a devenit un centru principal al comerțului dintr-o mare area geografică, și zona să de influența cuprinde de la Foz în vestul,  până în orașul asturian Tapia de Casariego la est.

## Transportul

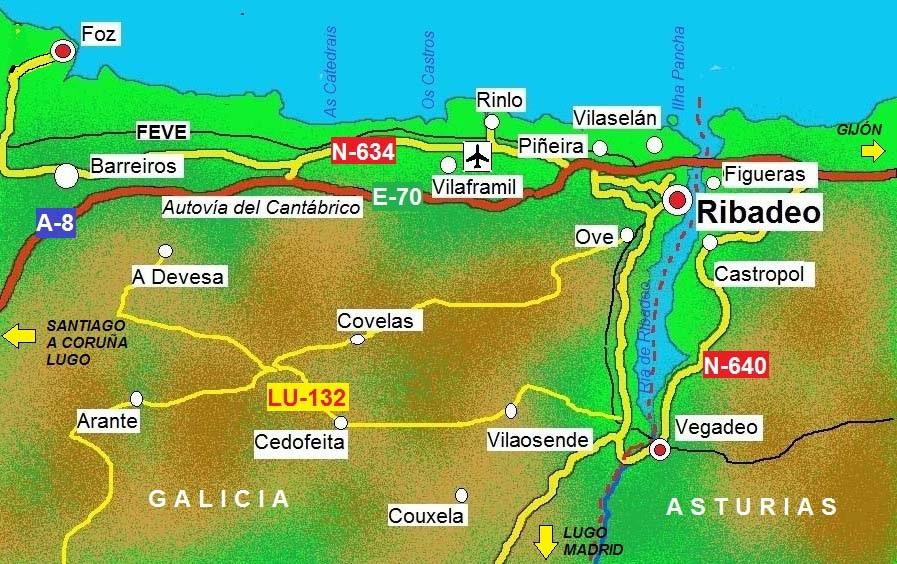

Acum e deschisă, parțial, cea "Autovía del Cantábrico" (E-70) care leagă orașul Gijón în Asturias cu orașele galiciene
La Coruña, Lugo și Santiago de Compostela. Autostrada traversează municipiul prin zona nordică întrând prin "Podul Sfinților" (gal. Ponte
dos Santos) cu 612 m. lungime, care unește băncile galiciani și asturiani deasupra Ria de Ribadeo. 
Șoseaua N-834 este cealaltă șosea mai importantă, si trece prin zona alaturată cu coasta și leagă alte nuclee urbane importante ai comarcei.
Sunt și liniile de autocare care servesc orașul  cu Madrid, Santiago, La Coruña, Viveiro, Foz, Gijón, Lugo si Ponferrada.
Ribadeo are și o gară trenurilor (FEVE), o linie ferată îngustă care face trașeul Gijón - El Ferrol.
De asemenea, Ribadeo are un Port Sportiv, de unde plec ambarcațiile de agrement spre localitatea Figueras, de pe malul asturian. 
Portul comercial a fost mărit și a creșcut cum un port important în coasta cantabrică. Aerodromul din Vilaframil, este folosit doar de avioanele mici și in aeronautica sportivă.

## Limbi
Galiciană și spaniolă sunt cele doua limbi oficiale din Comunitatea Autonomă Galicia. Galiciană e vorbita aproximativ de la 80 % a populației a orașului.

## Împărțirea administrativă

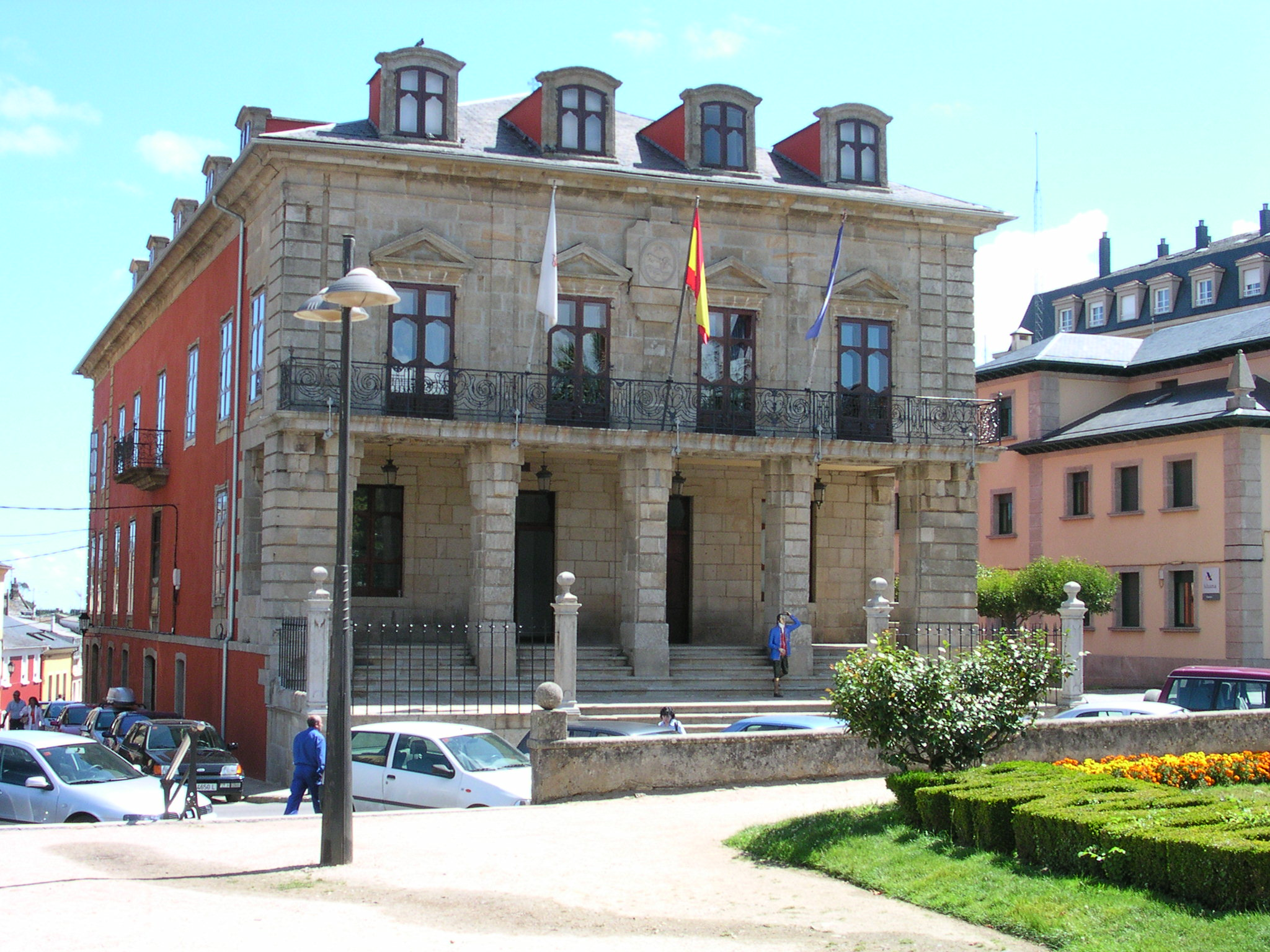
Primăria din Ribadeo

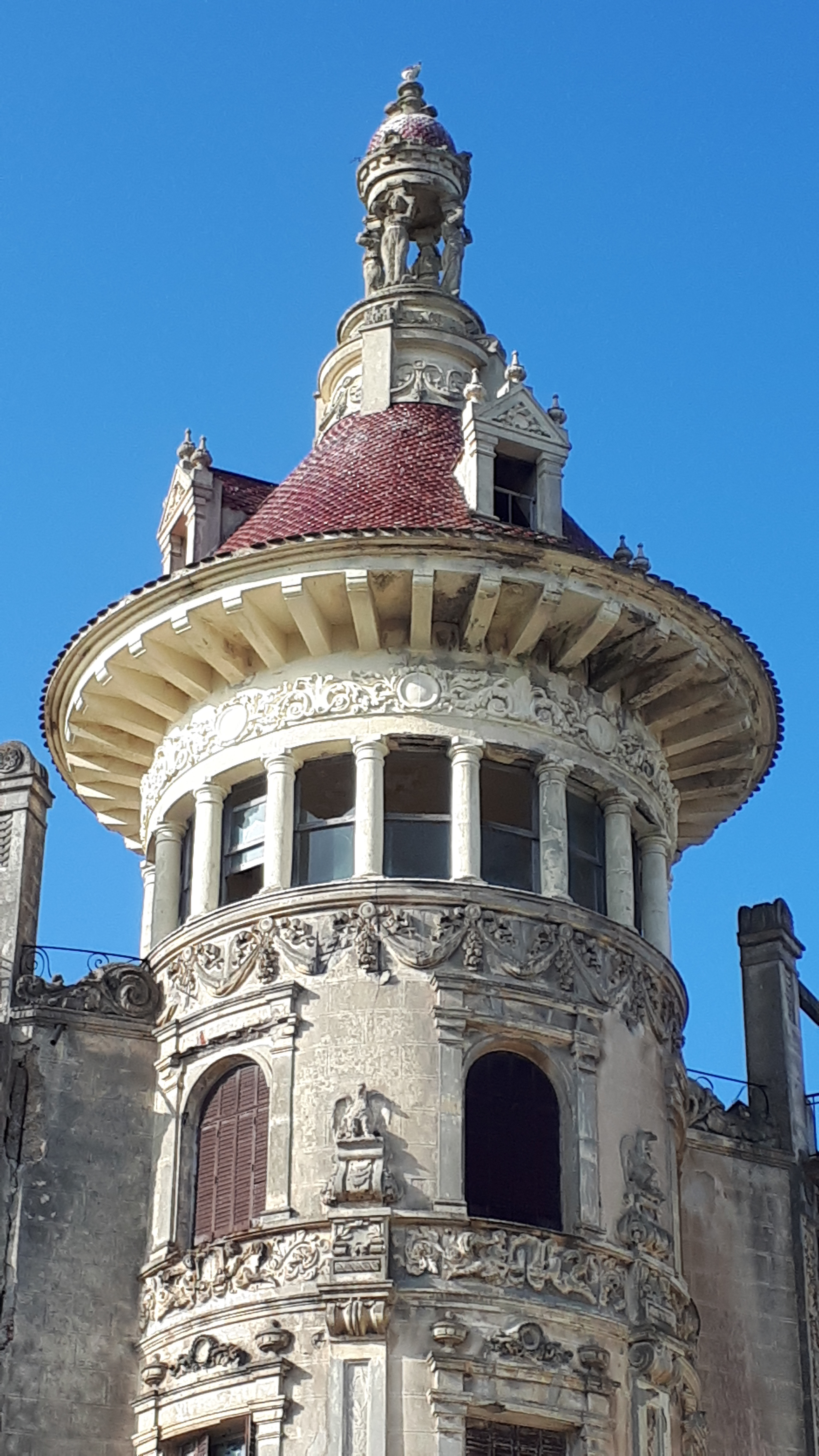
Torre de los Moreno (1915).

Ribadeo cuprinde 12 parohii (Parroquias), ca sunt o subdiviziune. Fiecare parohie e compus de satele și cartierele.
Parohii din Ribadeo (în parenteze capitala parohială)
1. A Devesa (Santalla)
2. Arante (San Pedro)
3. Cedofeita (Santa María Madanela)
4. Couxela (Santiago)
5. Cubelas (San Vicente)
6. Ove (San Juan)
7. Piñeira (San Juan)
8. Ribadeo (Santa María)
9. Rinlo (San Pedro)
10. Vilaosende (Santalla)
11. Vilaframil (San Lorenzo)
12. Vilaselán (Santa María)

## Ribadenii celebri
- Benito Prieto Coussent, pictor, desenator și sculptor (1907 - 2001)
- Doamna Sonia Castedo, primarul din orașul Alicante din anul 2008

- Antonio Barrera de Irimo, Ministrul din Guvernul spaniol  de Finanțe între 1973 și 1974.
- Leopoldo Calvo-Sotelo y Bustelo, Prim-Ministru al Guvernului spaniol  între februarie 1981 și decembrie 1982
- Luz Pozo Garza, poet.
- José Alonso y Trelles, cu porecla "El Viejo Pancho", scriitor bine cunoscut în Uruguay.

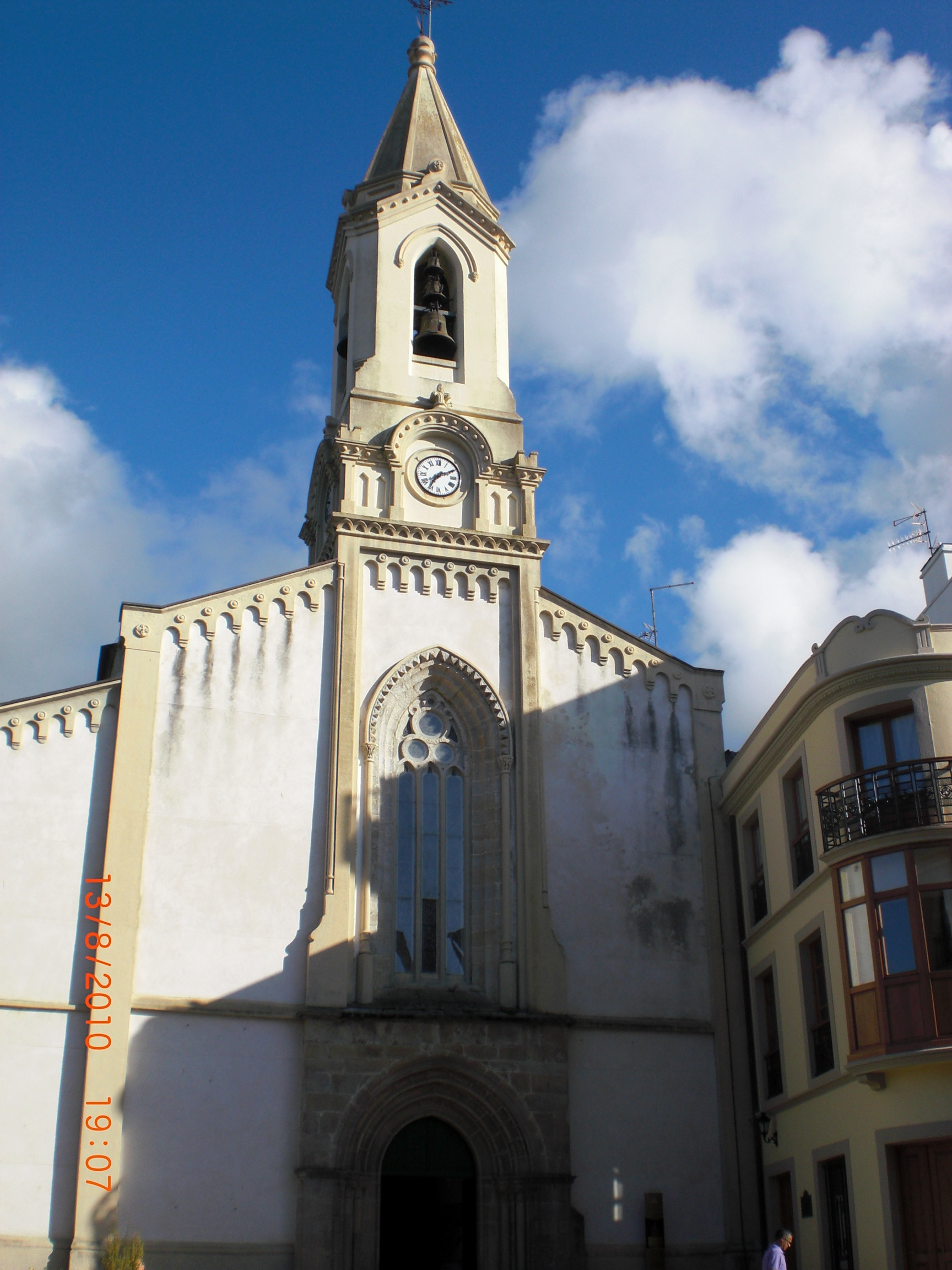
Biserica Santa María do Campo